# توني موموه
توني موموه (27 أبريل 1939 - 1 فبراير 2021) كان صحفيًا وسياسيًا نيجيريًا، كان وزير الإعلام والثقافة النيجيري (1986-1990) أثناء النظام العسكري للجنرال إبراهيم بابنجيدا.

## الولادة والتعليم
ولد موموه في 27 أبريل 1939 في أوشي بولاية إيدو من أصل إيدو. كان الطفل رقم 165 للملك موموه الأول ملك أوشي.
التحق بمدرسة أوشي الحكومية (1949-1954) ومدرسة أوكبي الأنجليكانية (1954). كان موموه مدرسًا في المدرسة الأنجليكانية، وفي أوشي (يناير - ديسمبر 1955)، ومديرًا للمدرسة الأنجليكانية في أوبونيك إيفبيارو، وعمل في حكومة أوان المحلية (يناير 1958 - ديسمبر 1959).
التحق بكلية تدريب المعلمين بالمقاطعة أبودو، وكلية المعلمين الحكومية والولاية إيدو أبركة في المنطقة الغربية (1960-1961).
في وقت لاحق أثناء عمله في الديلي تايمز أو في أخذ إجازة التفرغ، التحق بجامعة نيجيريا نسوكا (سبتمبر 1964 - أكتوبر 1966) حيث حصل على شهادة في الاتصال الجماهيري، ثم جامعة لاغوس حيث درس القانون.
التحق بكلية الحقوق النيجيرية في لاغوس (أكتوبر 1974 - مايو 1975)، وتم استدعاؤه إلى نقابة المحامين في يونيو 1975.

## الصحافة
بدأ موموه حياته المهنية في الصحافة كمحرر فرعي في الديلي تايمز في أكتوبر 1962، وترقى بشكل مطرد في الرتب ليصبح محررًا ونائب المدير العام (يونيو 1976 - مايو 1980).
في يونيو 1979 خلال الفترة التي سبقت الانتقال من الحكم العسكري إلى الحكم المدني في بداية الجمهورية النيجيرية الثانية، قال موموه عن المرشحين الخمسة للرئاسة: «كلهم متشابهون... سيتحولون إلى شخصية مسابقة».
في عام 1981 استدعى مجلس الشيوخ النيجيري بقيادة جوزيف واياس موموه بتهمة الازدراء. تسبب هذا في معركة قانونية كبرى جادل فيها موموه بنجاح بأنه كصحفي كان مفوضًا بموجب دستور نيجيريا لمحاسبة الحكومة في جميع الأوقات.
في قضية توني موموه ضد رئيس مجلس النواب (1982)، تم التأكيد على أن للشخص الحق في رفض الكشف عن مصدر معلوماته.
ومع ذلك ففي مجلس الشيوخ ضد توني موموه (1983) رأت محكمة الاستئناف أن الصحافة ليست الذراع الرابع للحكومة. لا يتمتع ناشر الصحف بحصانة خاصة ويمكن أن يُطلب من الصحافة الكشف عن مصادرها في بعض الحالات.

## وزير الإعلام والثقافة
تم تعيين موموه وزيرا للإعلام والثقافة من قبل اللواء إبراهيم بابنجيدا، وشغل هذا المنصب من سبتمبر 1986 حتى 1990.
كان رئيس المؤتمر الأفريقي لوزراء الإعلام من عام 1988 إلى عام 1990.
في عام 1983 تم اعتقال محرر نيوز واتش ديلي غيوا لمدة أسبوع من قبل الشرطة لنشره ما أسمته «مادة سرية». في 17 أكتوبر 1986 اتهم العقيد أ.ك. توغون من أجهزة أمن الدولة للأنشطة المناهضة للحكومة بما في ذلك محاولة استيراد الأسلحة لإثارة التمرد. في 19 أكتوبر 1986 قُتل جيوا بطرد مفخخ. في البداية تعهد موموه بإجراء تحقيق حكومي في الحادث. وسرعان ما تراجع عن ذلك قائلاً «إن إجراء تحقيق خاص لن يخدم أي غرض مفيد».
في حديثه في ندوة عقدت في لاغوس عام 1987 قال موموه إنه يجب النظر إلى الإذاعة والتلفزيون والصحف على أنها أدوات «لتعزيز الوحدة الوطنية والتكامل».
في عام 1988 أعلن موموه أن الحكومة كانت تحاول إيجاد أجهزة راديو يمكنها فقط استقبال البث المعتمد من المحطات الإذاعية الفيدرالية والولائية. كان هذا «كوسيلة لضمان نشر المعلومات حول البلد بشكل كافٍ».
في مقابلة في فبراير 1990 نشرت في مجلة إبوني، تحدث موموه عن الثقافة النيجيرية الغنية والمتنوعة. وذكر أن الديمقراطية البرلمانية على النمط البريطاني والنظام الرئاسي على النمط الأمريكي قد فشلا في نيجيريا لأنهما لم يكنا متوافقين مع هذه الثقافات المحلية. وقال إن نيجيريا تقوم الآن بتأسيس نظام ديمقراطي شعبي في نظام ثنائي الحزب.
في مايو 1990 أجريت الانتخابات الحزبية لشغل مناصب في الدوائر المحلية باستخدام «الاقتراع المفتوح»، حيث أظهر الناخبون تفضيلهم من خلال الوقوف أمام صورة المرشح. ثم تم تحديد موعد الانتخابات الحزبية في الانتخابات الولائية والوطنية. وقال موموه إن الحكومة لن تتدخل في الأعمال الداخلية للأحزاب. بعد فترة وجيزة تم استبعاد جميع مرشحي المؤتمر الوطني الجمهوري لشغل مناصب وطنية على أساس وجود مخالفات في استمارات طلباتهم.
اتبع بابانغيدا سياسة التبرع بالمال والسيارات والمكاتب وما إلى ذلك للحكومات المحلية والأحزاب السياسية وغيرها على أساس أن هذا من شأنه أن يبقيهم بعيدًا عن تأثير الأثرياء والأقوياء. كما برر وزير الإعلام موموه هذه الممارسة قائلاً للديمقراطية إنها «ليست باهظة الثمن كما يفكر الناس فيما يتعلق بالبديل. البديل هو السماح لرجل واحد أن يملي على نيجيريا بأكملها لأنك لا تريدها أن تكون كذلك. إذا لم يتم إنفاق الأموال على الديمقراطية وظهرت ديكتاتورية الرجل الواحد... فإن نفس النيجيريين هم الذين يتحدثون عن الغلاء الآن هم الذين سيصرخون بأن رجلاً واحدًا هو ديكتاتور».
كان بابانجيدا قاسيًا على الصحافة في بعض الأحيان، لكنه حاول تجنب الصراع المفتوح. عندما بدأت الصحافة تطالب بإقالة موموه كان بطيئًا في الاستجابة، لأن موموه كان ذكيًا، ولديه خبرة من أيامه كمحرر صحيفة. ومع ذلك قام أخيرًا بفصل موموه وحل محله أليكس أكينيلي الذي كان يعمل سابقًا في خدمات الجمارك وكان مديرًا في نيوز واتش.